# Alfabeto rotokas
O alfabeto da língua rotokas, da região central da ilha de Bougainville, Papua-Nova Guiné, contém o menor número de letras de todos os alfabetos do mundo: 12 (A, E, G, I, K, O, P, R, S, T, U, V).
Aqui está uma pequena frase escrita em Rotokas:

"Osireitoarei avukava iava ururupavira toupasiveira."

"Os olhos da velha estão fechados."
(A língua Pirahã tem um número menor de fonemas mas, por não ter forma escrita, não possui letras)